# 平内海中温泉
平内海中温泉(ひらうちかいちゅうおんせん)は、鹿児島県熊毛郡屋久島町（旧国大隅国）にある温泉。

## 泉質
- 単純硫黄泉

## 温泉地
400年以上前に岩の間から湧き出ている湯が発見され、地元住民によって岩を積みあるいは岩を削って原型が作られたという。温泉は平内集落が管理している。
海岸に近いため干潮時刻の前後2時間のみ利用可能で、温泉には3つの風呂があり混浴である。
脱衣所がなかったが、2024年（令和6年）6月に木造の男女別の脱衣所が完成した。入浴料に代わる協力金（2024年のリニューアルにより300円）を求めている。

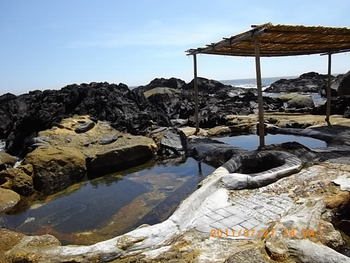
干潮時
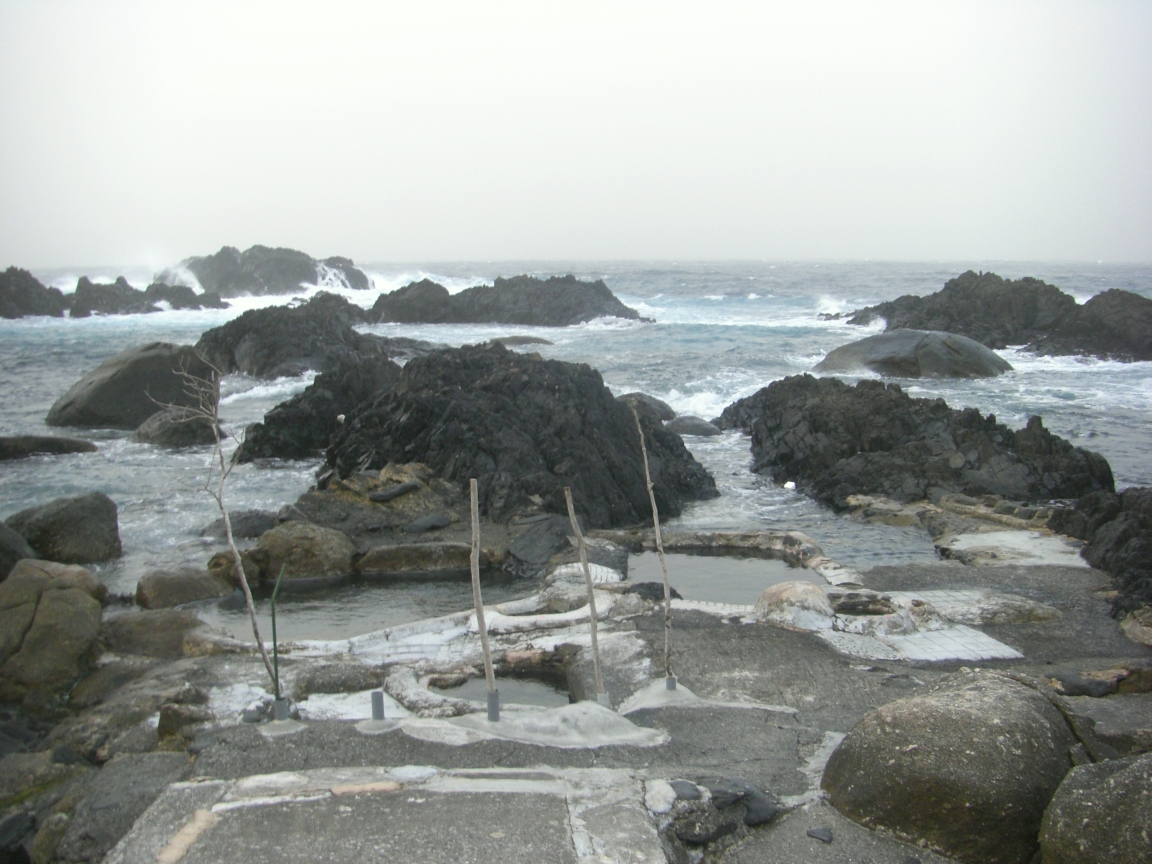
最下段の湯船から海に没し始めている
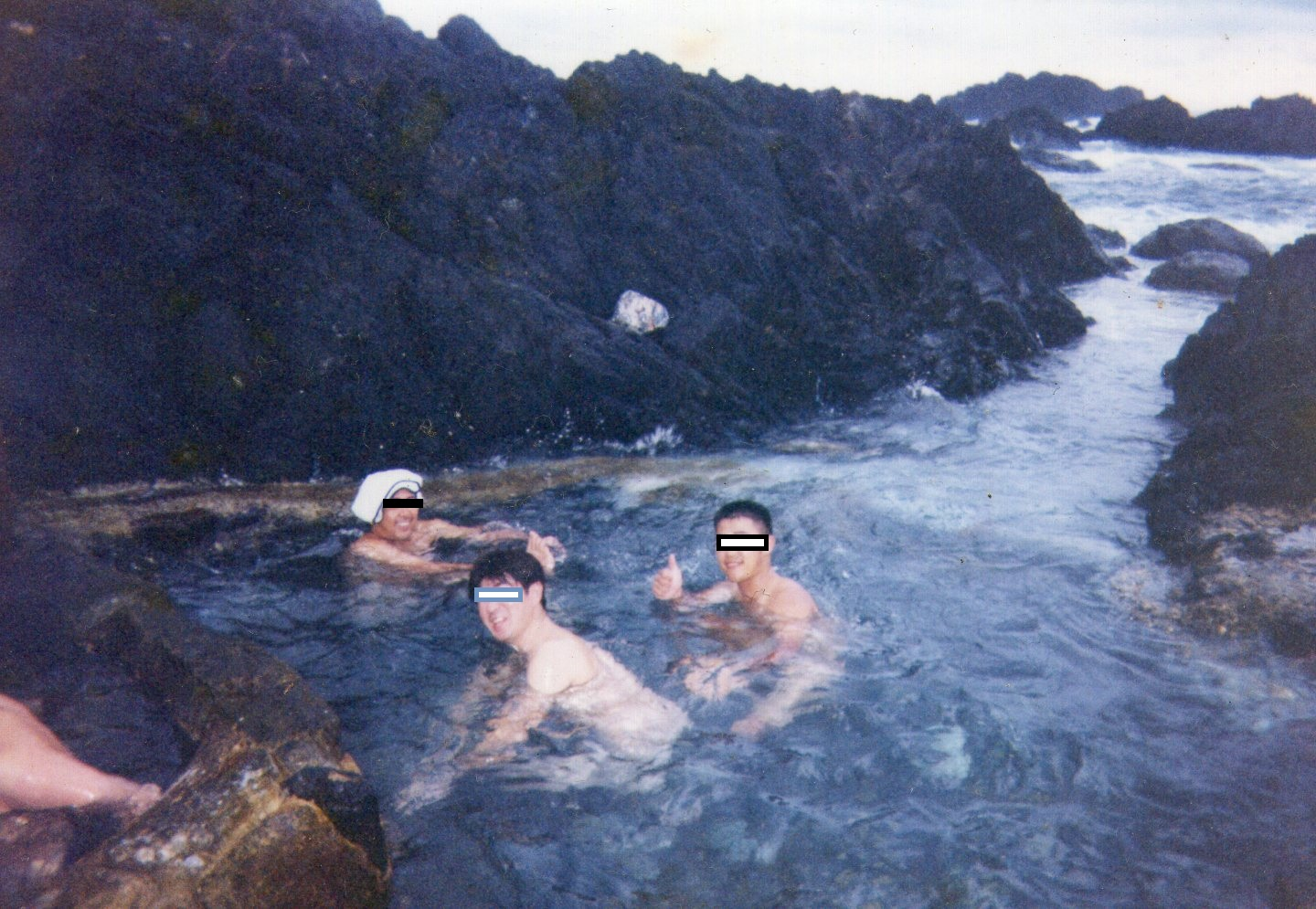
同左
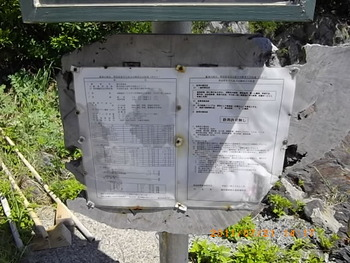
温泉の効能書き

## アクセス
- 車：宮之浦港からバスで80分以上。